# Char de combat
Pour un article plus général, voir char d'assaut.
Le char de combat est un type de char d'assaut apparu au début des années 1960 qui combine les caractéristiques du char moyen et du char lourd qu'il remplaça.

## Terminologie

### Aux États-Unis

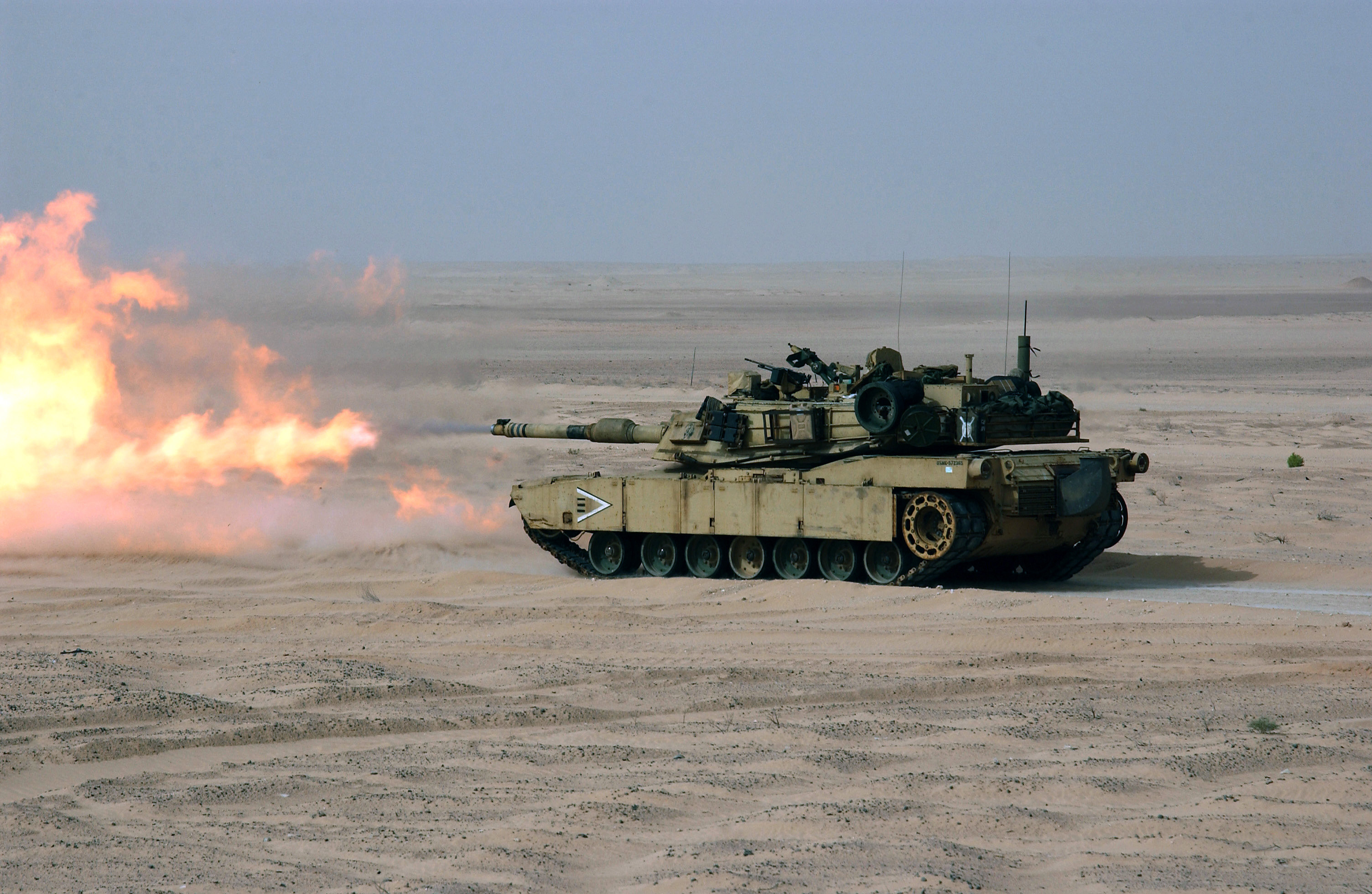
M1A1 Abrams américain en action.

En 1957, le chef d'état-major de l'armée de terre des États-Unis Maxwell Davenport Taylor  approuva le développement d'un programme visant à développer un nouveau type de char dit « universel » ou « tout usage », ce char devait avoir un armement et un blindage assez performant pour assumer le rôle d'un char lourd tout en ayant une masse et un gabarit proche d'un char moyen. Ce concept amena à la création du T95 medium tank (en) dont le premier prototype sorti des chaînes de montage de l'arsenal de Détroit en mai 1957.
Le 1er mai 1958, les planificateurs de l'US Army ont confirmé leur préférence pour un programme à faible risque visant à concevoir un char intérimaire basé sur le M48A2. Appelé XM60, il était moins avant-gardiste que le T95 mais utilisait des composants éprouvés. Le XM60 fut standardisé 105mm Gun Full Tracked Combat Tank M60 le 16 mars 1959, le mois suivant, en avril 1959 il fut décidé de réviser l'appellation 105mm Gun Main Battle Tank M60.
Le 7 juillet 1960, le programme T95 fut quant à lui abandonné.

### Au Royaume-Uni
En avril 1956, le Army Office approuva le développement du FV429 Medium Gun Tank No. 2 pour remplacer le char Centurion. En 1957, une conférence tripartite (États-Unis, Royaume-Uni et Canada) eut lieu à Québec, il en ressorti comme recommandation que les chars moyens et lourds des pays membres de l'OTAN devaient être combinés en une seule classe de blindé chenillé qui devait s'appeler « Main Battle Tank ».
Le 4 avril 1960, le tout premier Main Battle Tank britannique fut baptisé Chieftain par le général-major Hopkinson.

### En France
L'AMX-30 est initialement qualifié de « char de bataille », cette appellation avait été déjà considérée au début des années 1930 par le général Estienne pour le char D2 devant opérer conjointement avec l’infanterie motorisée au sein d’unité entièrement mécanisée, représentant l'intermédiaire entre les chars léger FT et les chars forteresses FCM 2C. À un moment indéterminé, l'AMX-30 est requalifié en « char de combat », l'AMX-32 et l'AMX-40 sont à la fois appelés char de bataille et char de combat, le Leclerc est quant à lui considéré comme étant un char de combat.

### En Union soviétique
Lors de son entrée en service en mai 1968, le T-64A est considéré comme étant un char moyen, cette appellation s'explique par le fait que l'armée de terre soviétique classait ses blindés chenillés par catégorie de poids, ce système de classement fut abandonné en 1976 pour laisser place à l'appellation основного танка, osnovnogo tanka, « char principal ».

## Générations de chars de combat

### En France
L'AMX-40 de 1983, destiné au marché étranger représente la deuxième génération de char de combat français par ses caractéristiques techniques telles que son blindage composite, son canon lisse de calibre 120 mm avec sa soute à munition séparée de l'équipage, son rapport puissance-poids avantageux et sa conduite de tir intégrée.
Le Leclerc mis en service en 1993 est considéré comme un char de combat de troisième génération du fait de l'utilisation d'une tourelle biplace dotée d'un chargement automatique, d'un groupe motopropulseur compact, d'une liaison numérique série multiplexée (Digibus), d'un blindage composite modulaire et d'un système d'information tactique SIR (système d'information régimentaire).

### Aux États-Unis
Succédant au M60 de première génération, le M1 Abrams en service depuis 1982 représente la deuxième génération de char de combat américain, les versions ultérieures comme le M1A2, M1A2 SEP, profondément rénovées sont considérées comme de nouvelle génération.

### Au Japon
Depuis les années 1960, quatre générations de char de combat se sont succédé dans la Force terrestre d'autodéfense japonaise, apportant chacune un lot d'innovations techniques. La quatrième et dernière génération en date de 2022 étant représentée par le Type 10 entré en service en 2012.

## Rôle
Ils remplissent un rôle polyvalent dans les armées modernes, dont le principal est le tir direct lourd.

## Galerie

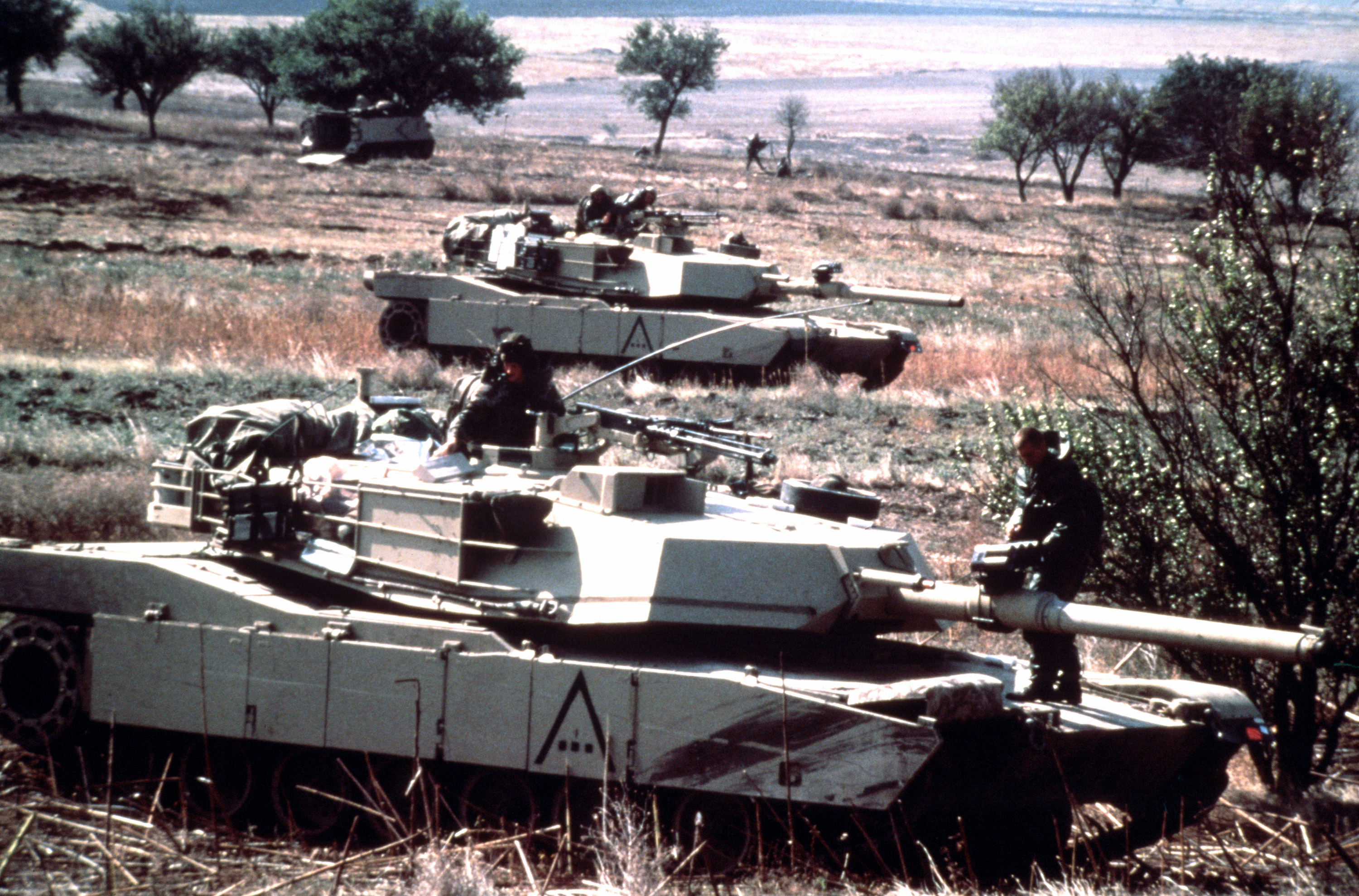
Des M1 Abrams de la 24e division d’infanterie mécanisée en manœuvre lors de l'exercice OTAN Display Determination, en 1987.
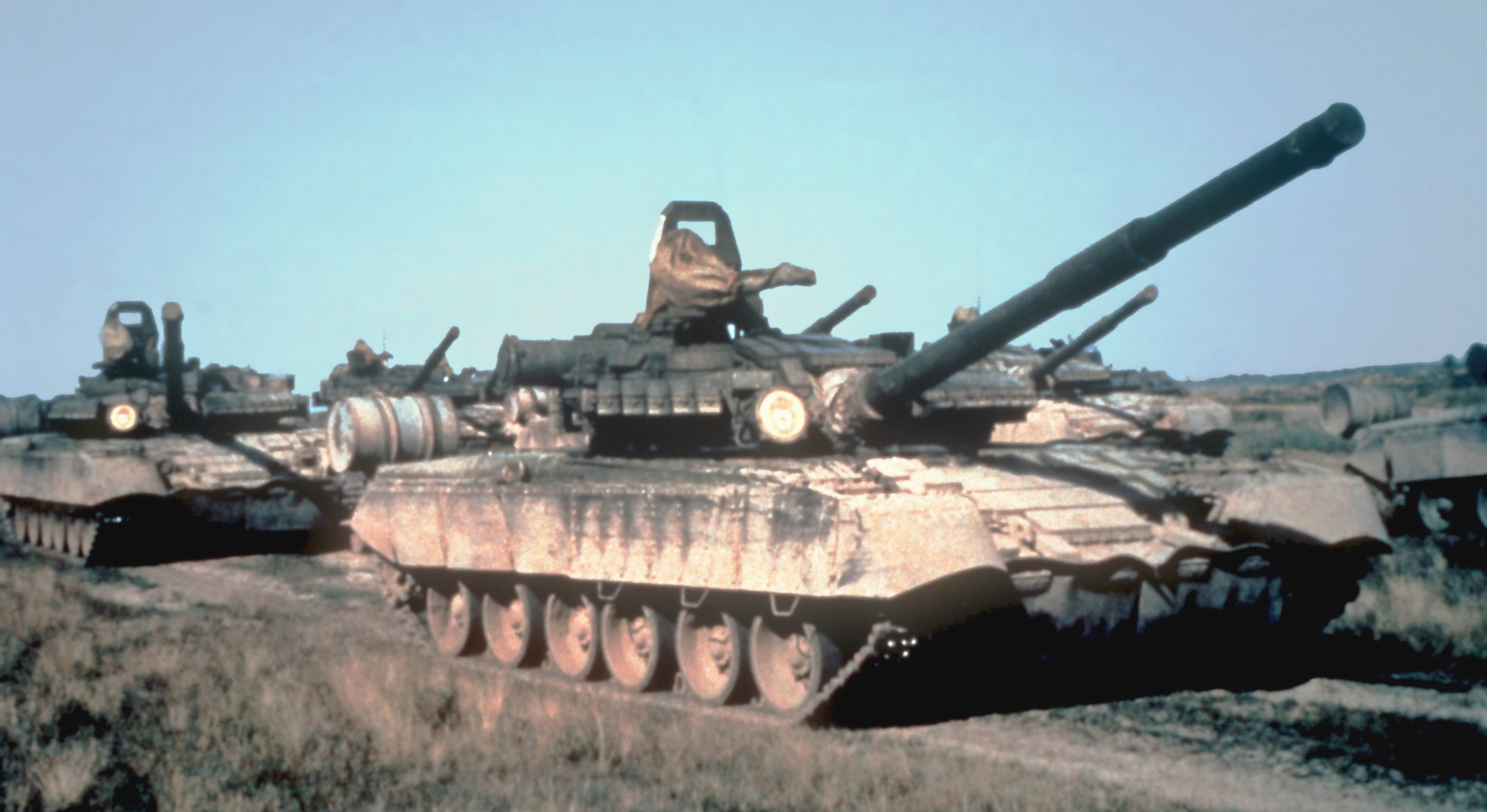
Des T-80BV l'armée de Terre soviétique, en 1989.
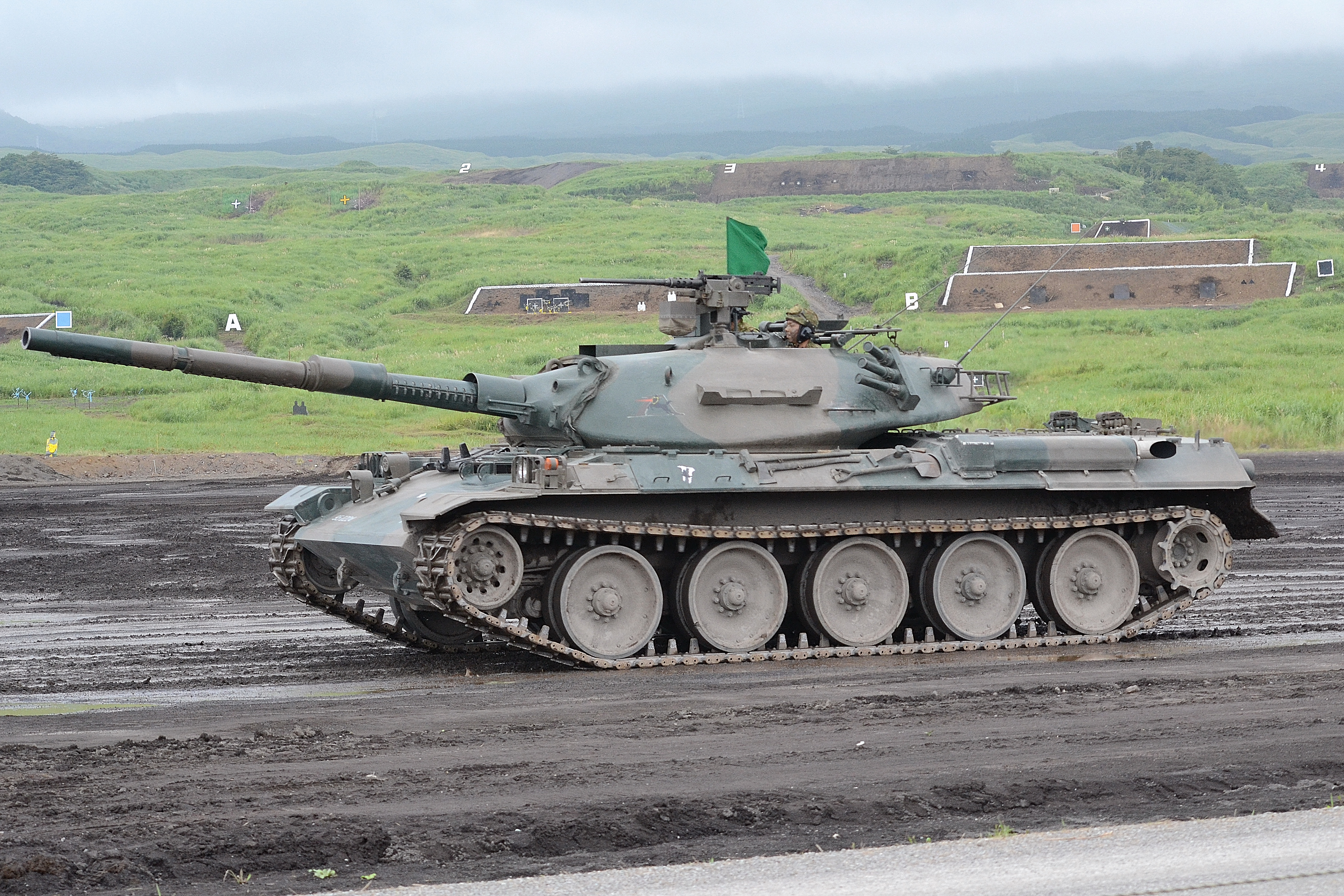
Un Type 74 de la Force terrestre d'autodéfense japonaise au polygone de tir d'Higashi-Fuji.
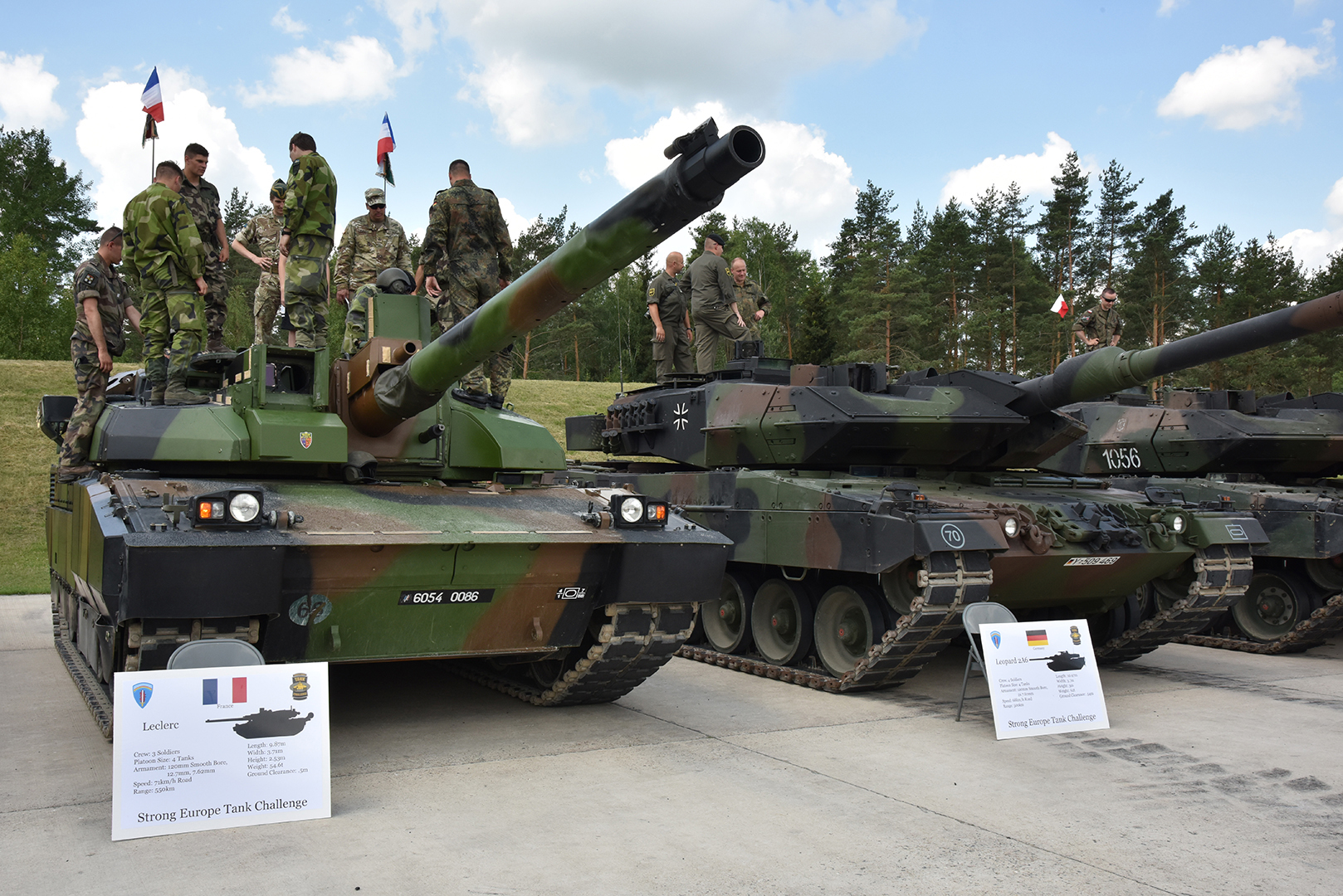
Un Leclerc SXXI français et un Leopard 2A6 du Régiment Skaraborg en démonstration statique lors de la cérémonie d'ouverture de la compétition Strong Europe Tank Challenge, à Grafenwöhr, en juin 2018.
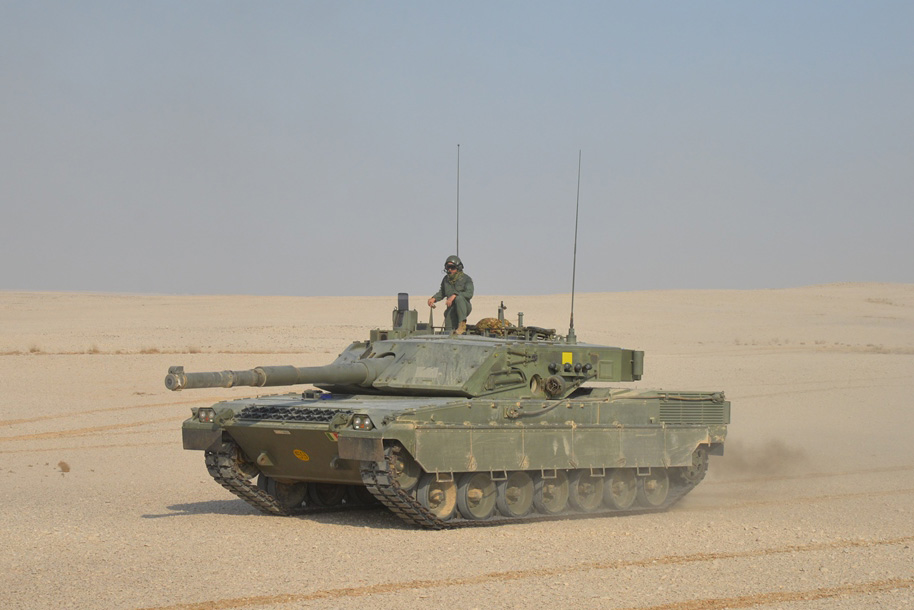
Un C1 Ariete de l'Armée de terre italienne, lors de l'exercice NASR 19, au Qatar, en 2019.
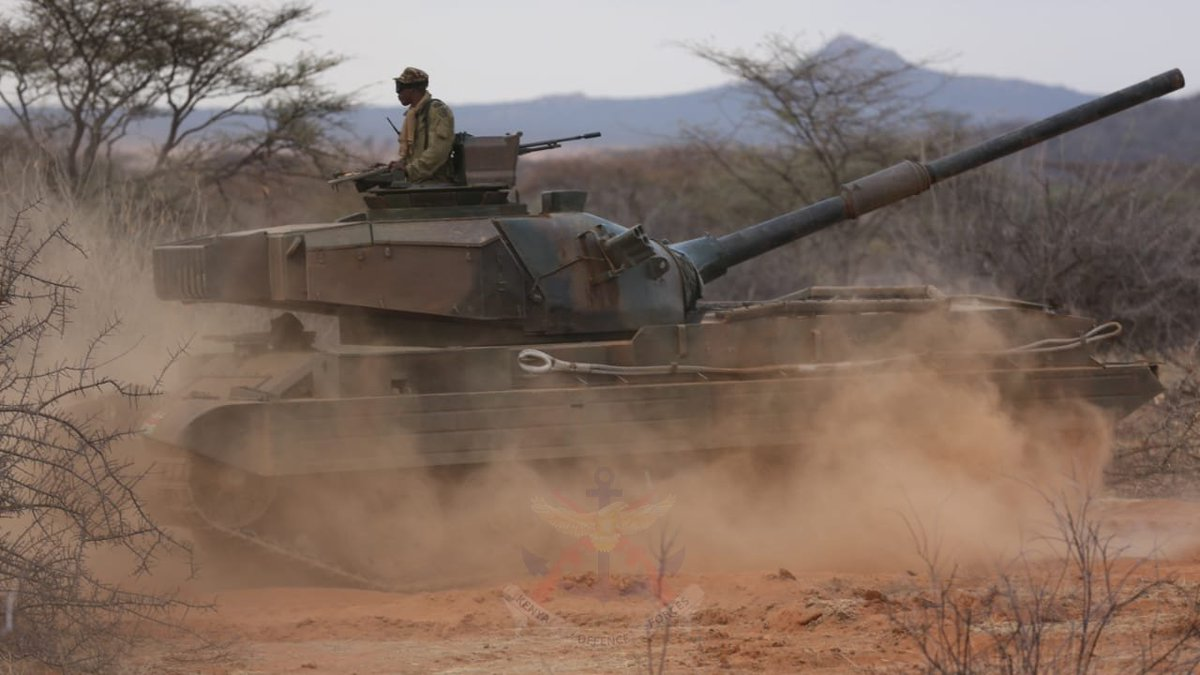
Un Vickers Mk. 3 de l'armée kenyane lors d'un exercice, en décembre 2021.
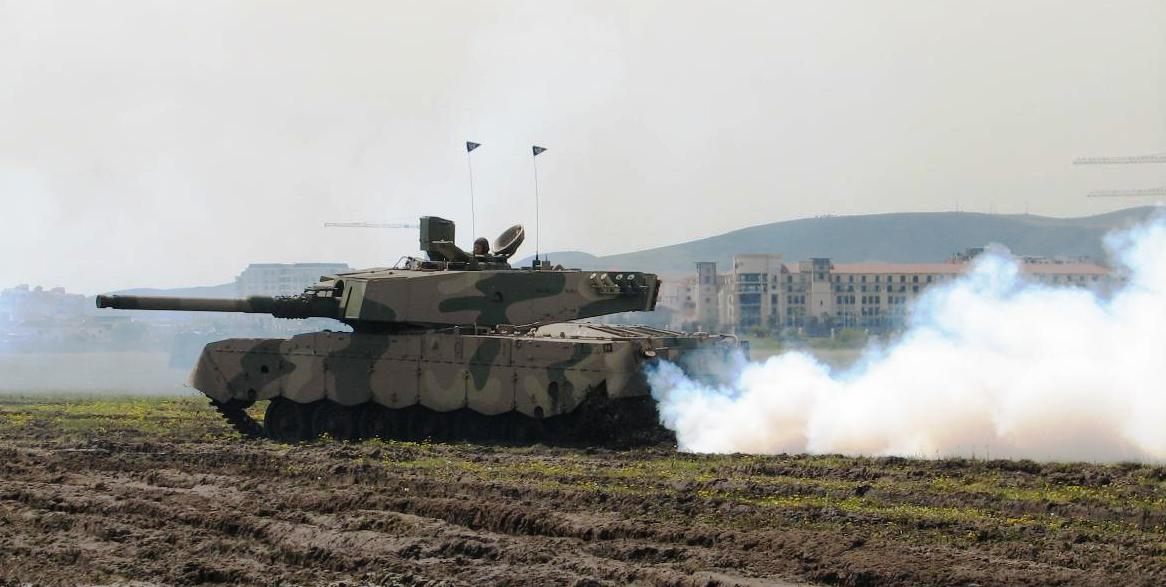
Un Olifant Mk. 2 de l'Armée de terre sud-africaine, en 2008.
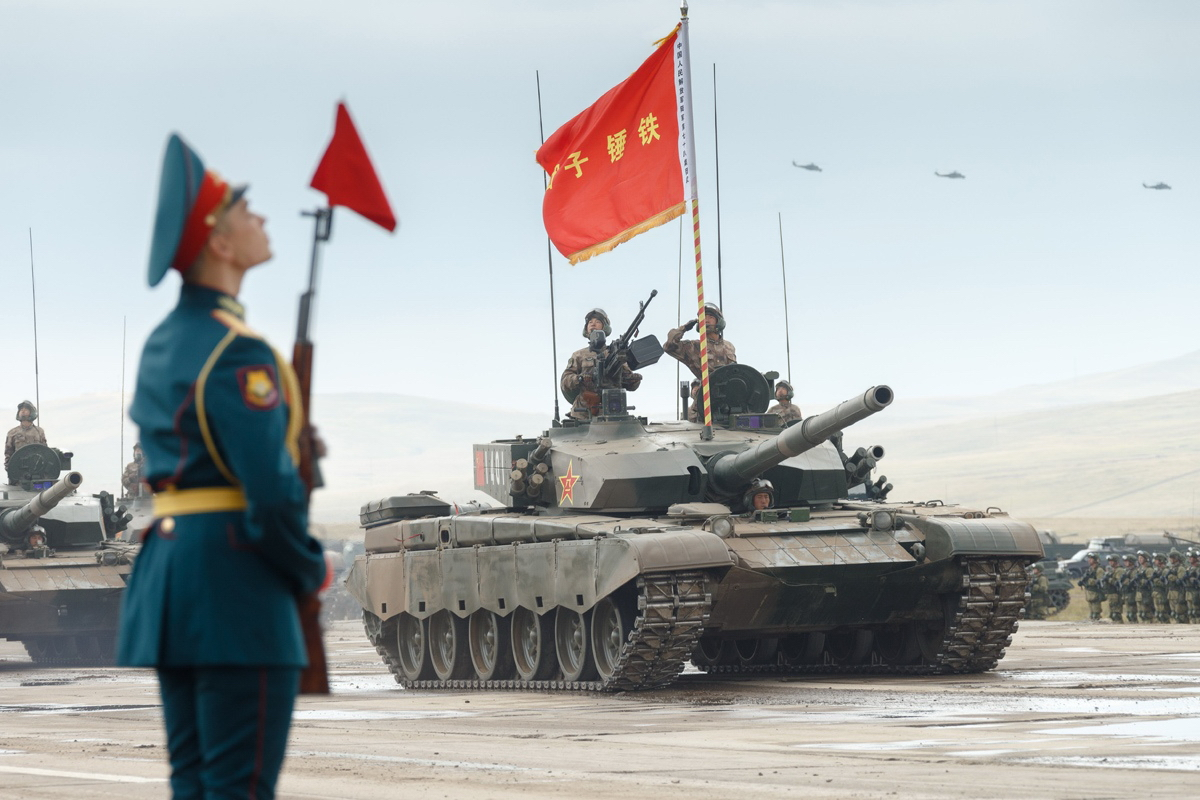
Type 99 de l’armée populaire chinoise en 2018.